# Maru Yama
Maru Yama (japanisch 円山 ‚Runder Gipfel‘) ist ein 273 m hoher und felsiger Hügel an der Prinz-Harald-Küste des ostantarktischen Königin-Maud-Lands. Er ragt im östlichen Teil der Landspitze Skarvsnes am Ufer der Lützow-Holm-Bucht auf.
Luftaufnahmen der Lars-Christensen-Expedition 1936/37 dienten norwegischen Kartographen 1946 der Kartierung. Japanische Wissenschaftler nahmen anhand von Vermessungen und Luftaufnahmen aus den Jahren 1959 und 1973 eine neuerliche Kartierung vor. Sie gaben dem Hügel am 22. November 1973 seinen deskriptiven Namen.